# Golfe nos Jogos Pan-Americanos de 2019 - Individual feminino
A categoria Individual feminino foi uma competição de golfe nos Jogos Pan-Americanos de 2019 disputada de 8 a 11 de agosto no Clube de Golfe de Lima em Lima, Peru.

## Calendário
Horário Local (UTC-5).
| Data         | Hora | Rodada   |
| ------------ | ---- | -------- |
| 8 de agosto  | 8:00 | Rodada 1 |
| 9 de agosto  | 8:00 | Rodada 2 |
| 10 de agosto | 8:00 | Rodada 3 |
| 11 de agosto | 8:00 | Rodada 4 |

## Medalhistas
| Ouro   | USA Emilia Migliaccio |
| Prata  | PAR Julieta Granada   |
| Bronze | COL Paula Hurtado     |

## Resultados
O resultado final foi:
| Pos.              | Nome                          | País                     | Rodada 1 | Rodada 2 | Rodada 3 | Rodada 4 | Total     |
| ----------------- | ----------------------------- | ------------------------ | -------- | -------- | -------- | -------- | --------- |
| Medalha de ouro   | Emilia Migliaccio (a)         | USA Estados Unidos       | 70       | 68       | 68       | 70       | 276 (−8)  |
| Medalha de prata  | Julieta Granada               | PAR Paraguai             | 70       | 71       | 71       | 68       | 280 (−4)  |
| Medalha de bronze | Paula Hurtado-Restrepo        | COL Colômbia             | 71       | 72       | 70       | 68       | 281 (−3)  |
| 4                 | Alejandra Llaneza             | MEX México               | 71       | 70       | 73       | 70       | 284 (E)   |
| 5                 | Mary Parsons (a)              | CAN Canadá               | 68       | 73       | 75       | 70       | 286 (+2)  |
| 6                 | Valentina Gilly (a)           | VEN Venezuela            | 71       | 72       | 72       | 72       | 287 (+3)  |
| 7                 | Sofia García (a)              | PAR Paraguai             | 74       | 71       | 71       | 72       | 288 (+4)  |
| 8                 | Rose Zhang (a)                | USA Estados Unidos       | 72       | 76       | 72       | 69       | 289 (+5)  |
| T9                | Brigitte Thibault (a)         | CAN Canadá               | 74       | 73       | 68       | 75       | 290 (+6)  |
| T9                | Paola Moreno                  | COL Colômbia             | 71       | 73       | 74       | 72       | 290 (+6)  |
| T9                | Ana Isabel González Cantú (a) | MEX México               | 72       | 73       | 74       | 71       | 290 (+6)  |
| 12                | Sofia Garcia Austt (a)        | URU Uruguai              | 73       | 72       | 71       | 75       | 291 (+7)  |
| 13                | Pilar Echeverria (a)          | GUA Guatemala            | 71       | 78       | 70       | 73       | 292 (+8)  |
| 14                | Rachel Kuehn (a)              | DOM República Dominicana | 73       | 71       | 75       | 74       | 293 (+9)  |
| 15                | Ela Belen Anacona (a)         | ARG Argentina            | 76       | 74       | 69       | 75       | 294 (+10) |
| 16                | Valeria Mendizabal (a)        | GUA Guatemala            | 75       | 78       | 71       | 71       | 295 (+11) |
| T17               | Nina Rissi Miozzo (a)         | BRA Brasil               | 72       | 72       | 77       | 75       | 296 (+12) |
| T17               | Micaela D. Faraha (a)         | PER Peru                 | 73       | 73       | 76       | 74       | 296 (+12) |
| 19                | Vanessa Gilly (a)             | VEN Venezuela            | 69       | 76       | 75       | 77       | 297 (+13) |
| 20                | Jimena Marques Vazquez (a)    | URU Uruguai              | 73       | 73       | 78       | 74       | 298 (+14) |
| T21               | Antonia Irarrázaval (a)       | CHI Chile                | 79       | 71       | 76       | 74       | 300 (+16) |
| T21               | Laura Restrepo                | PAN Panamá               | 78       | 72       | 76       | 74       | 300 (+16) |
| 23                | Luiza Altmann                 | BRA Brasil               | 76       | 79       | 74       | 73       | 302 (+18) |
| 24                | Manuela Carbajo Re            | ARG Argentina            | 70       | 79       | 73       | 81       | 303 (+19) |
| 25                | Mercedes Solange Gómez (a)    | ECU Equador              | 78       | 75       | 75       | 76       | 304 (+20) |
| T26               | Emily Odwin (a)               | BAR Barbados             | 80       | 73       | 78       | 74       | 305 (+21) |
| T26               | Natalia Villavicencio (a)     | CHI Chile                | 71       | 80       | 78       | 76       | 305 (+21) |
| 28                | María Palacios Siegenthaler   | PER Peru                 | 75       | 77       | 78       | 77       | 307 (+23) |
| 29                | Izzy Lawrence (a)             | TTO Trinidad e Tobago    | 80       | 80       | 79       | 69       | 308 (+24) |
| 30                | Luciana Calbimonte Osorio     | BOL Bolívia              | 77       | 87       | 80       | 77       | 321 (+37) |
| 31                | Maria Jose Savoca Cespedes    | BOL Bolívia              | 83       | 80       | 83       | 78       | 324 (+40) |
| DQ                | Maria B. Arizaga (a)          | ECU Equador              | 79       | DQ       | –        | –        | DQ        |

(a) denota atleta amadora